# Напред лопта (рагби 15)
У рагбију лопта се увек рукама додаје уназад. Испала напред (енгл. Knock on) у рагбију је када играч испусти лопту и она иде напред или када играч шаком или руком удари лопту напред или када лопта удари у шаку или руку играча и оде напред и после тога лопта додирне земљу или другог играча, пре него што први играч успе да је ухвати. Изузетак је када одбрамбени играч рукама изблокира шутера, то се не рачуна као играње напред. Бацање напред настаје када играч дода лопту саиграчу напред. Након играња напред (енгл. Ball forward) од стране једне екипе, судија прекида игру и досуђује скрам за противничку екипу.